# تعديل دستور الأرجنتين 1994
تعديل دستور الأرجنتين 1994 تمت الموافقة عليه في 22 أغسطس 1994 من قبل الجمعية الدستورية التي اجتمعت في المدينتين التوأم سانتا في وبارانا. تم الاتفاق على الدعوة لانتخابات المؤتمر الدستوري والقضايا الرئيسية التي سيتم البت فيها في عام 1993 بين الرئيس كارلوس منعم والرئيس السابق وزعيم المعارضة راؤول ألفونسين.

## انتخاب الجمعية التأسيسية
في 10 أبريل 1994 أجريت الانتخابات التأسيسية التقليدية. وفاز حزب العدالة بزعامة الرئيس منعم بنسبة 38.50٪ من الأصوات. جاء الاتحاد المدني الراديكالي في المرتبة الثانية بنسبة ضئيلة بلغت 19.74٪، في حين حصل كل من قوتين حديثي الولادة على 13٪ هما الجبهة العريضة التقدمية بقيادة كارلوس ألفاريز، والحركة اليمينية من أجل الكرامة والاستقلال بقيادة الرجل العسكري الكارابينتادا ألدو ريكو.
من إجمالي 305 ناخب، حصل حزب العدالة على 137 ممثلاً، الاتحاد المدني الراديكالي 74، الجبهة العريضة 31، حركة الكرامة والاستقلال 21، اتحاد الوسط الديمقراطي 4، الحزب الاشتراكي 3، القوة الجمهورية 7، الحزب الديمقراطي التقدمي 3 وأحزاب المحافظات المختلفة 28.

## التصديق
ترأس مؤتمر الإصلاح الدستوري أوزفالدو ميركوري من الحزب العدلي.
في 22 أغسطس 1994 بعد ثلاثة أشهر من المداولات في مدينتي سانتا في (المقعد التقليدي للاتفاقيات الدستورية) وبارانا، تمت الموافقة أخيرًا على إصلاح 43 مادة في سانتا في. ولم تنته المداولات دون مشاحنات. على سبيل المثال استقال المونسنيور خايمي دي نيفاريس من مقعده، مدعيًا أن الاتفاقية «ملغاة بالبطلان المطلق».

## النقاط الرئيسية
ومن أهم نقاط الإصلاح ما يلي:
- تصدق الأرجنتين على سيادتها المشروعة والتي لا تفرض قيودًا على جزر فوكلاند بموجب أحكام مؤقتة.[2]
- اعتُبر التشريع الدولي بشأن حقوق الإنسان، وكل معاهدة دولية أخرى صدقت عليها الأرجنتين أو ستصدق عليها، تتمتع بوضع مساو للدستور كقانون أعلى.
- تم تقصير مدة الولاية الرئاسية من ست إلى أربع سنوات. تم السماح بإعادة انتخاب الرئيس ونائبه مرة واحدة على التوالي، وتم إلغاء شرط أن يكون الرئيس من الروم الكاثوليك.
- أصبحت الانتخابات الرئاسية التي كانت تُجرى في السابق عن طريق التصويت غير المباشر من قبل هيئة انتخابية، انتخابات مباشرة بنظام اقتراع معدل من جولتين.
- كما تم تقصير فترات أعضاء مجلس الشيوخ من تسع إلى ست سنوات. وقد ثبت أيضًا أن كل دائرة ستنتخب ثلاثة أعضاء في مجلس الشيوخ (أعلى من المجلسين السابقين) عن طريق انتخابات مباشرة (بدلاً من أن يتم انتخابهم من قبل المجالس التشريعية الإقليمية).
- تم منح العاصمة بوينس آيرس الوضع الخاص للمدينة المستقلة، وتم منح سكانها الحق في انتخاب رئيس الحكومة (أي رئيس البلدية).
- تم إلغاء عقيدة حكومة الأمر الواقع، وثبت أن أي محاولة أخرى لخرق النظام الدستوري ستُعتبر غير قانونية، حيث كان من المقرر فرض عقوبات صارمة على الجناة وتم التحقق من صحة الحق في مقاومة الانقلاب.
- تم إنشاء مكتب رئيس مجلس الوزراء بهدف التخفيف من الطابع الرئاسي القوي للحكومة الأرجنتينية.
- تم إنشاء مؤسسة مستقلة تسمى مجلس القضاء، مع تفويض لإدارة وتنظيم ومراقبة عمل السلطة القضائية، واختيار المرشحين لقضاة اتحادية، وبدء إجراءات العزل لعزلهم. وهي تتألف من أعضاء من مجلسي الكونغرس الوطني، ومسؤولين يختارهم الرئيس، وممثلين عن مهنة المحاماة، وقضاة وأكاديميين.
- تم تنظيم إصدار قرارات الضرورة والاستعجال.
- تم إنشاء مكتب مستقل وهو مكتب أمين المظالم.

## أحكام محددة أخرى
من أجل توفير حماية فعالة للحقوق الفردية، أدخل تعديل عام 1994 إجراءات تسمى: الأوامر الزجرية. يعطي إمكانية لأي شخص أن يطلب من قاضٍ إعلان عدم دستورية فعل أو حكم يقوم على أساسه فعل أو إغفال من جانب السلطات العامة أو الأفراد، بطريقة فعلية أو وشيكة، بإحداث ضرر أو تقييد حق معترف به في الدستور أو القانون أو معاهدة دولية. يتطلب هذا الإجراء عدم توفر وسائل قضائية فعالة أخرى. «أمر الحبس» هو إجراء يمكن تنفيذه لحماية الحق في الحرية الجسدية عندما يتعرض للتهديد أو الحد أو التعديل أو الإصابة أو في حالة التشديد غير المشروع لظروف الاحتجاز. «بيانات هابيس» هي إجراء يمكن ملؤه من قبل أي فرد ليأخذ إشعارًا بأي معلومات محالة إليه، مسجلة في سجلات عامة أو خاصة، ويطلب حذفها أو تصحيحها أو سريتها أو تحديثها.
من الابتكارات الأخرى التي أدخلها تعديل 1994 حق المواطنين في تقديم مشاريع قوانين أمام مجلس النواب يجب أن ينظر فيها الكونغرس في غضون الإثني عشر شهرًا القادمة. ومن الأحكام المبتكرة الأخرى الاعتراف بحق كل ساكن في بيئة صحية في المادة 41 التي تنص على ذلك:
| تعديل دستور الأرجنتين 1994 | يحق لجميع السكان التمتع ببيئة صحية ومتوازنة صالحة للتنمية البشرية بحيث تلبي الأنشطة الإنتاجية الاحتياجات الحالية دون تعريض احتياجات الأجيال القادمة للخطر، وعليها واجب الحفاظ عليها. كأولوية أولى يجب أن يؤدي الضرر البيئي إلى الالتزام بإصلاحه وفقًا للقانون. تعمل السلطات على حماية هذا الحق، والاستخدام الرشيد للموارد الطبيعية، والحفاظ على التراث الطبيعي والثقافي والتنوع البيولوجي، كما يتعين عليها توفير المعلومات والتعليم البيئي. تنظم الحكومة الاتحادية الحد الأدنى من معايير الحماية، والمقاطعات اللازمة لتعزيزها، دون تغيير سلطاتها القضائية المحلية. يحظر دخول النفايات الخطرة الحالية أو المحتملة والنفايات المشعة إلى الأراضي الوطنية. | تعديل دستور الأرجنتين 1994 |

بالإضافة إلى ذلك هناك أحكام محددة تشير إلى حماية حقوق المستهلكين، والدفاع عن المنافسة، ومراقبة الاحتكارات الطبيعية أو القانونية، وجودة وكفاءة الخدمات العامة.